# Liste der Monuments historiques in Péone
Die Liste der Monuments historiques in Péone führt die Monuments historiques in der französischen Gemeinde Péone auf.

## Liste der Bauwerke
| Bezeichnung                             | Beschreibung                  | Standort               | Kennzeichnung | Schutzstatus | Datum | Bild           |
| --------------------------------------- | ----------------------------- | ---------------------- | ------------- | ------------ | ----- | -------------- |
| Kirche St-Arige-St-Vincent-de-Saragosse | Erbaut ab dem 11. Jahrhundert | Rue de l’église (Lage) | PA00080816    | Inscrit      | 1948  | weitere Bilder |